# Kaloula latidisca
Kaloula latidisca es una especie de anfibio anuro de la familia Microhylidae.

## Distribución geográfica
Esta especie es endémica de Kedah en Malasia. 
Su presencia es incierta en Tailandia. Habita a 180 m de altitud.

## Descripción
Los machos miden de 49.2 a 56.2 mm.

## Publicación original
- Chan, Grismer & Brown, 2014 : Reappraisal of the Javanese Bullfrog complex, Kaloula baleata (Müller, 1836) (Amphibia: Anura: Microhylidae), reveals a new species from Peninsular Malaysia. Zootaxa, n.º 3900, p. 569–580.[3]